# VC Schelde-Natie Kapellen
Le VC Schelde-Natie Kapellen est un club de volley-ball belge évoluant au plus haut niveau national que représente la Ligue A pour cette saison 2010-2011.

## Histoire
À l'heure actuelle, le VC Schelde-Natie Kapellen évolue au top niveau belge. Il s'agit néanmoins d'un club qui ne parvient pas à s'y maintenir durablement. En effet, ce club y évoluait déjà au début des années 2000. Mais à force de flirter avec les dernières places, l'équipe finit par être reléguée au niveau inférieur. 
Il fallut attendre la saison 2009-2010 et un brillant parcours en championnat pour le voir réintégrer le top niveau. Le VC Schelde-Natie Kapellen est en effet parvenu cette année-là à décrocher brillamment le titre de champion dans l'antichambre de la Ligue A. Malheureusement, toujours aussi instable, le club est relégué en Ligue B à la suite de la saison suivante (2010-2011) après avoir lui-même demandé sa rétrogradation pour des raisons financières.

## Palmarès
À ce jour, ce club n'a encore remporté aucun trophée majeur.

## Effectif pour la saison2013-2014
Entraîneur : Gert van den Putte et entraîneur-adjoint : Pierre Roelants
| Numéro | Nom                 | Taille | Nationalité |
| 1      | Steve Van Den Bosch | 2,03   | Belgique    |
| 2      | Michel Haesevoets   | 2,02   | Belgique    |
| 3      | Millan Roelants     | 1,93   | Belgique    |
| 4      | Stig Van Heurck     | 1,87   | Belgique    |
| 6      | Joris Relecom       | 1,94   | Belgique    |
| 7      | Bob van Looy        | 1,94   | Belgique    |
| 9      | Yannick Sophie      | 1,87   | Belgique    |
| 11     | Jurgen Masschelein  | 1,92   | Belgique    |
| 12     | Wim Versées         | 1,97   | Belgique    |
| 13     | Gert van den Putte  | 1,92   | Belgique    |